# Meridiano 120 W
O meridiano 120 W é um meridiano que, partindo do Polo Norte, atravessa o Oceano Ártico, América do Norte, Oceano Pacífico, Oceano Antártico, Antártida e chega ao Polo Sul. Forma um círculo máximo com o Meridiano 60 E.

O meridiano 120 W define parte da fronteira entre a Colúmbia Britânica e Alberta, no Canadá, e aproxima-se da fronteira entre Califórnia e Nevada, nos Estados Unidos.
Começando no Polo Norte, o meridiano 120º Oeste tem os seguintes cruzamentos:
| País, território ou mar       | Notas |
| ----------------------------- | --- |
| Oceano Ártico                 | |
| Canadá                        | Territórios do Noroeste - Ilha Prince Patrick |
| Estreito de McClure           | |
| Canadá                        | Territórios do Noroeste - Ilha Banks |
| Estreito do Príncipe de Gales | |
| Golfo de Amundsen             | |
| Canadá                        | Nunavut Territórios do Noroeste - passa pelo Grande Lago do Urso Fronteira Colúmbia Britânica / Alberta Colúmbia Britânica - passa na Montanha Intersection e encontra a Divisória Continental da América do Norte |
| Estados Unidos                | Washington Oregon Fronteira Califórnia / Nevada (aproximadamente) Lago Tahoe Califórnia |
| Oceano Pacífico               | Canal de Santa Bárbara |
| Estados Unidos                | Califórnia - Ilha de Santa Rosa |
| Oceano Pacífico               | |
| Oceano Antártico              | |
| Antártida                     | Território não reivindicado |